# Böyük Həmyə
Böyük Həmyə (ryska: Беюк Гамья) är en ort i Azerbajdzjan.   Den ligger i distriktet Siyəzən Rayonu, i den östra delen av landet, 100 km nordväst om huvudstaden Baku. Antalet invånare är 1 752.
Terrängen runt Böyük Həmyə är platt åt nordost, men åt sydväst är den kuperad. Närmaste större samhälle är Divichibazar, 16,9 km nordväst om Böyük Həmyə.
Trakten runt Böyük Həmyə består till största delen av jordbruksmark. Runt Böyük Həmyə är det ganska glesbefolkat, med 47 invånare per kvadratkilometer.